# Enfermo amor
Enfermo amor es una película de comedia romántica y comedia dramática mexicana de 2022 dirigida por Marco Polo Constandse y Rodrigo Nava. La película cuenta con un elenco formado por Estefanía Hinojosa, Gonzalo Vega, Jr., Francisco Rueda, Jesús Zavala, Natalia Téllez, Luis Arrieta, Daniel Tovar, Cassandra Sánchez Navarro, Alejandro de la Madrid, Camila Sodi, Eréndira Ibarra, Alberto Guerra, Mónica Huarte, Andrés Palacios, Fernanda Castillo, Adriana Louvier, Maya Zapata, Ferdinando Valencia, Juan Pablo Medina. La película está basada en la obra Love/Sick de John Cariani y fue lanzada por Vix+ el 27 de julio de 2022.

## Sinopsis
La historia de las luchas amorosas de 9 parejas diferentes, conectadas solo por la complejidad de las relaciones humanas.

## Reparto
- Estefanía Hinojosa como Ana
- Gonzalo Vega, Jr. como Fernando
- Francisco Rueda como Santiago
- Jesús Zavala como Andrés
- Natalia Téllez como Luisa
- Luis Arrieta como Botarga
- Daniel Tovar como Sergio
- Cassandra Sánchez Navarro como Celia
- Alejandro de la Madrid as Guillermo
- Camila Sodi como Sara
- Eréndira Ibarra como Karla
- Alberto Guerra como Marco
- Mónica Huarte como Julia
- Andrés Palacios como Enrique
- Fernanda Castillo como Liz
- Adriana Louvier como Sofía
- Maya Zapata como Emilia
- Ferdinando Valencia como Ricardo
- Juan Pablo Medina como Jaime
- Rebecca Jones como Candelaria
- Enrique Singer como Rogelio

## Producción
El rodaje comenzó en mayo de 2021 y finalizó en septiembre de 2021.

## Lanzamiento
La película fue estrenada el 27 de julio de 2022 por Vix+.